# ليفربول (نيويورك)
ليفربول (بالإنجليزية: Liverpool, New York)‏ هي منطقة سكنية تقع في الولايات المتحدة في مقاطعة أونونداغا، نيويورك. يقدر عدد سكانها بـ 2,347 نسمة ومساحتها 2.0 كم2 وترتفع عن سطح البحر 128 متر.

## التركيبة السكانية
حدّد مكتب تعداد الولايات المتحدة بيانات التركيبة السكانية لليفربول في تعداد الولايات المتحدة. في ما يلي، التركيبة السكانية حسب تعدادي 2000 و2010.

### تعداد عام 2000
بلغ عدد سكان ليفربول 2,505 نسمة بحسب تعداد عام 2000، وبلغ عدد الأسر 1,154 أسرة وعدد العائلات 642 عائلة مقيمة في القرية. في حين سجلت الكثافة السكانية 1,265.2 نسمة لكل كيلومتر مربع (3,276.9/ميل2). وبلغ عدد الوحدات السكنية 1,219 وحدة بمتوسط كثافة قدره 615.7 لكل كيلومتر مربع (1,594.7/ميل2).
وتوزع التركيب العرقي للقرية بنسبة 95.93% من البيض و1.32% من الأمريكيين الأفارقة و0.20% من الأمريكيين الأصليين و1.28% من الأمريكيين ذوي الأصول الآسيوية و0.36% من الأعراق الأخرى و0.92% من عرقين مختلطين أو أكثر و1.80% من الهسبانيون أو اللاتينيون من أي عرق.
بلغ عدد الأسر 1,154 أسرة كانت نسبة 26.1% منها لديها أطفال تحت سن الثامنة عشر تعيش معهم، وبلغت نسبة الأزواج القاطنين مع بعضهم البعض 41.9% من أصل المجموع الكلي للأسر، ونسبة 11% من الأسر كان لديها معيلات من الإناث دون وجود شريك، بينما كانت نسبة 2.7% من الأسر لديها معيلون من الذكور دون وجود شريكة وكانت نسبة 44.4% من غير العائلات. تألفت نسبة 36.7% من أصل جميع الأسر من عدة أفراد يعيشون في نفس المنزل ونسبة 12.2% كانت تتألف من شخص يعيش بمفرده يبلغ من العمر 65 عاماً أو أكثر. وبلغ متوسط حجم الأسرة المعيشية 2.16، أما متوسط حجم العائلات فبلغ 2.86.
بلغ العمر الوسطي للسكان 39.4 عاماً. وكانت نسبة 20.6% من القاطنين تحت سن الثامنة عشر، وكانت نسبة 7% بين الثامنة عشر والرابعة والعشرين عاماً، ونسبة 30% كانت واقعةً في الفئة العمرية ما بين الخامسة والعشرين والرابعة والأربعين عاماً، ونسبة 25.1% كانت ما بين الخامسة والأربعين والرابعة والستين، ونسبة 16.9% كانت ضمن فئة الخامسة والستين عاماً فما فوق. يوجد لكل 100 أنثى 84.9 ذكر، ويوجد لكل 100 أنثى في الثامنة عشر من عمرها فما فوق 81.8 ذكر.
بلغ متوسط دخل الأسرة في القرية 37,581 دولارًا، أما متوسط دخل العائلة فبلغ 45,179 دولارًا. وكان متوسط دخل الذكور 40,426 دولارًا مقابل 25,559 دولارًا للإناث. وسجل دخل الفرد الخاص بالقرية 22,344 دولارًا. وكانت نسبة 10.8% من العائلات ونسبة 11.6% من السكان تحت خط الفقر، وكان من هؤلاء نسبة 20% تحت سن الثامنة عشر ونسبة 6.1% في الخامسة والستين من العمر وما فوق.

### تعداد عام 2010
بلغ عدد سكان ليفربول 2,347 نسمة بحسب تعداد عام 2010، وبلغ عدد الأسر 1,118 أسرة وعدد العائلات 609 عائلة مقيمة في القرية. في حين سجلت الكثافة السكانية 1,185.4 نسمة لكل كيلومتر مربع (3,070.2/ميل2). وبلغ عدد الوحدات السكنية 1,211 وحدة بمتوسط كثافة قدره 611.6 لكل كيلومتر مربع (1,584.0/ميل2).
وتوزع التركيب العرقي للقرية بنسبة 94.89% من البيض و2.13% من الأمريكيين الأفارقة و0.30% من الأمريكيين الأصليين و0.60% من الأمريكيين ذوي الأصول الآسيوية و0.51% من الأعراق الأخرى و1.58% من عرقين مختلطين أو أكثر و2.39% من الهسبانيون أو اللاتينيون من أي عرق.
بلغ عدد الأسر 1,118 أسرة كانت نسبة 22.6% منها لديها أطفال تحت سن الثامنة عشر تعيش معهم، وبلغت نسبة الأزواج القاطنين مع بعضهم البعض 38.8% من أصل المجموع الكلي للأسر، ونسبة 11.8% من الأسر كان لديها معيلات من الإناث دون وجود شريك، بينما كانت نسبة 3.8% من الأسر لديها معيلون من الذكور دون وجود شريكة وكانت نسبة 45.5% من غير العائلات. تألفت نسبة 37.7% من أصل جميع الأسر من عدة أفراد يعيشون في نفس المنزل ونسبة 12.6% كانت تتألف من شخص يعيش بمفرده يبلغ من العمر 65 عاماً أو أكثر. وبلغ متوسط حجم الأسرة المعيشية 2.08، أما متوسط حجم العائلات فبلغ 2.72.
بلغ العمر الوسطي للسكان 44.8 عاماً. وكانت نسبة 17.7% من القاطنين تحت سن الثامنة عشر، وكانت نسبة 6.9% بين الثامنة عشر والرابعة والعشرين عاماً، ونسبة 25.6% كانت واقعةً في الفئة العمرية ما بين الخامسة والعشرين والرابعة والأربعين عاماً، ونسبة 31.6% كانت ما بين الخامسة والأربعين والرابعة والستين، ونسبة 18.2% كانت ضمن فئة الخامسة والستين عاماً فما فوق. وتوزع التركيب الجنسي للسكان بنسبة 47% ذكور و53% إناث.

## أعلام
- تيم غرين
- كريس مادن
- جوش فورد